# Spider Mk3
Spider Mk3 – samochód Formuły 3 zaprojektowany przez Svena-Harry'ego Åkessona i skonstruowany przez firmę Spider.

## Specyfikacja
Samochód był klonem Brabhama Formuły 3. Napędzany był przez silnik Ford Holbay. W porównaniu do poprzednika był niższy i węższy, wykorzystywał także jego silnik i skrzynię biegów. Åkesson ścigał się nim w Szwedzkiej Formule 3, po czym sprzedał pojazd Börje Björkqvistowi. Björkqvist wystawiał samochód w Danii, NRD i RFN. Z samochodu korzystał także w 1969 roku Lars Möllergren.

## Wyniki
| Legenda oznaczeń w tabelach wyników Wyświetl szablon na nowej stronie | Legenda oznaczeń w tabelach wyników Wyświetl szablon na nowej stronie                                                                     |
| Oznaczenie                                                            | Wyjaśnienie |
| --------------------------------------------------------------------- | --- |
| Złoty                                                                 | Zwycięzca lub mistrzostwo |
| Srebrny                                                               | 2. miejsce lub wicemistrzostwo |
| Brązowy                                                               | 3. miejsce lub II wicemistrzostwo |
| Zielony                                                               | Ukończył, punktował (w klasyfikacji generalnej, gdy zdobył co najmniej jeden punkt na przestrzeni sezonu, poza trzema powyższymi opcjami) |
| Niebieski                                                             | Ukończył, nie punktował (w klasyfikacji generalnej, gdy nie zdobył co najmniej jednego punktu na przestrzeni sezonu)                      |
| Czerwony                                                              | Nie zakwalifikował się (NZ) |
| Czerwony                                                              | Nie prekwalifikował się (NPK) |
| Różowy                                                                | Nie ukończył (NU) |
| Różowy                                                                | Niesklasyfikowany (NS) (w klasyfikacji generalnej, gdy nie został sklasyfikowany w żadnym wyścigu sezonu)                                 |
| Czarny                                                                | Zdyskwalifikowany (DK) |
| Czarny                                                                | Wykluczony (WYK/EX) |
| Biały                                                                 | Nie wystartował (NW) |
| Biały                                                                 | Kontuzjowany (K/INJ) |
| Biały                                                                 | Wyścig odwołany (OD/C) |
| Bez koloru                                                            | Został wycofany (WYC/WD) |
| Bez koloru                                                            | Nie przybył (NP/DNA) |
| Bez koloru                                                            | Nie brał udziału w treningach (NT/DNP) |
| Bez koloru                                                            | Nie został zgłoszony (–) |
| Pogrubienie                                                           | Start z pole position |
| Kursywa                                                               | Najszybsze okrążenie wyścigu |
| †                                                                     | Nie ukończył, ale jego rezultat został zaliczony ze względu na przejechanie więcej niż 90% dystansu wyścigu.                              |
| *                                                                     | Sezon w trakcie |
| 1/2/3                                                                 | Punktowana pozycja w sprincie kwalifikacyjnym                                                                                             |
| Lista systemów punktacji Formuły 1                                    | |

### Szwedzka Formuła 3
| Sezon | Zespół               | Silnik | Kierowcy           | Wyniki w poszczególnych eliminacjach | Wyniki w poszczególnych eliminacjach | Wyniki w poszczególnych eliminacjach | Wyniki w poszczególnych eliminacjach | Wyniki w poszczególnych eliminacjach | Wyniki kierowców | Wyniki kierowców |
| 1965  |                      |        |                    | Szwecja                              | Szwecja                              | Szwecja                              | Szwecja                              | Szwecja                              | Pkt.             | Msc.             |
| ----- | -------------------- | ------ | ------------------ | ------------------------------------ | ------------------------------------ | ------------------------------------ | ------------------------------------ | ------------------------------------ | ---------------- | ---------------- |
| 1965  | Eriksson Racing Team | Ford   | Sven-Harry Åkesson | ?                                    | ?                                    | NU                                   | -                                    | -                                    | 0                | NS               |
| 1965  | Team Rodadent        | Ford   | Börje Björkqvist   | -                                    | -                                    | -                                    | -                                    | ?                                    | 0                | NS               |

### Wschodnioniemiecka Formuła 3
| Sezon | Zespół        | Silnik | Kierowcy         | Wyniki w poszczególnych eliminacjach | Wyniki w poszczególnych eliminacjach | Wyniki w poszczególnych eliminacjach | Wyniki w poszczególnych eliminacjach | Wyniki w poszczególnych eliminacjach | Wyniki w poszczególnych eliminacjach | Wyniki kierowców | Wyniki kierowców |
| 1965  |               |        |                  |                                      |                                      |                                      |                                      |                                      |                                      | Pkt.             | Msc.             |
| ----- | ------------- | ------ | ---------------- | ------------------------------------ | ------------------------------------ | ------------------------------------ | ------------------------------------ | ------------------------------------ | ------------------------------------ | ---------------- | ---------------- |
| 1965  | Team Rodadent | Ford   | Börje Björkqvist | -                                    | -                                    | -                                    | NU                                   | -                                    | -                                    | 0                | NS               |